# Швеция на «Евровидении-1958»
Швеция принимали участие в Евровидении 1958, проходившем в Хилверсюме, Нидерланды. На конкурсе её представляла Алис Бабс с песней «Lilla stjärna». В этом году страна заняла четвёртое место, получив по 3 от Швейцарии и Люксембурга, 2 балла от Нидерландов, 1 балл от Бельгии и Австрии. Страна отдала лишь 1 балл победителю, 4 балла Швейцарии, по 1 баллу Германии, Австрии, Италии, Дании и Бельгии. Комментатором конкурса от Швеции в этом году был Ян Габриэльссон, глашатаем — Роланд Эйворт.